# Magyarország első katonai felmérése

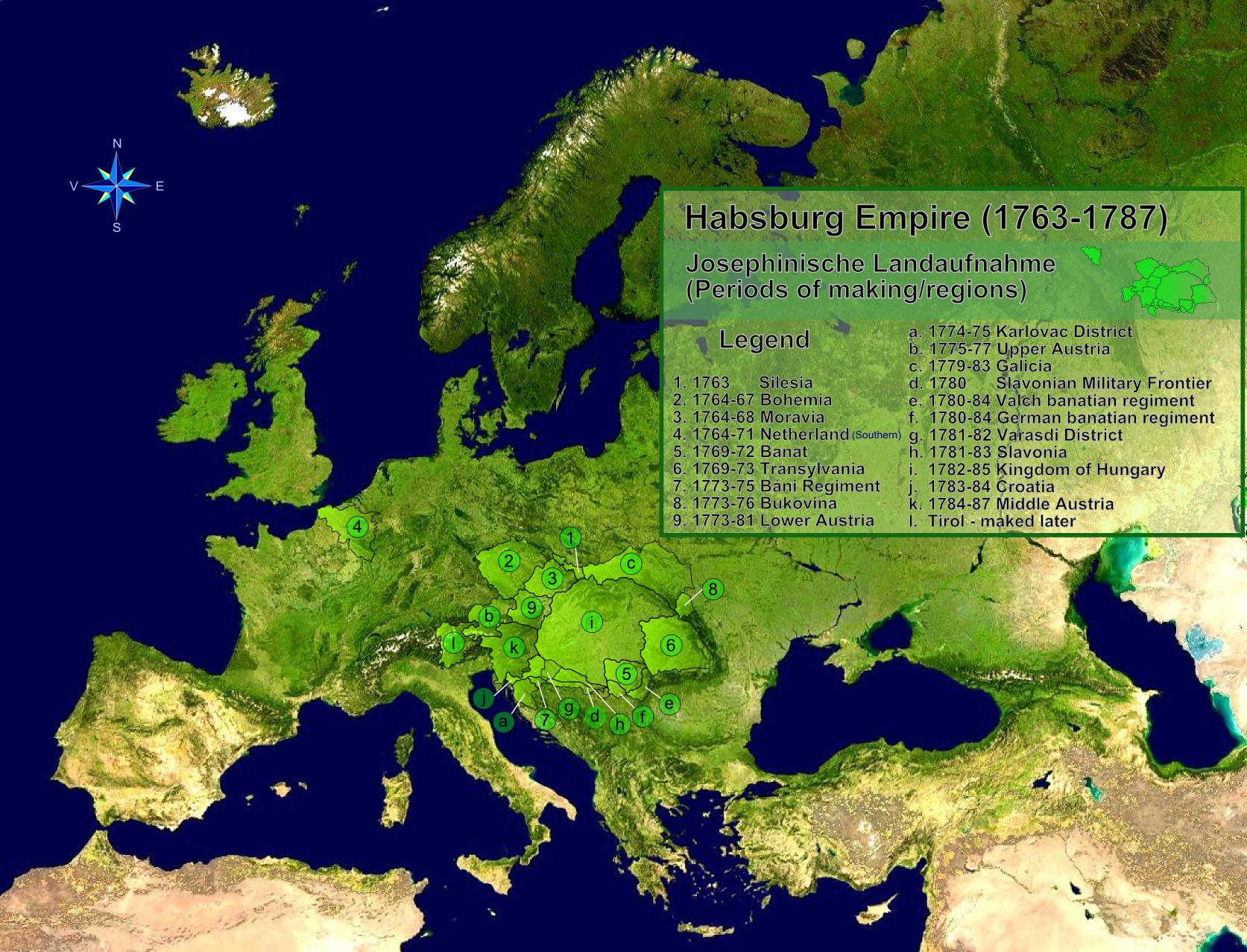
Josephinische Landesaufnahme, 1763–87

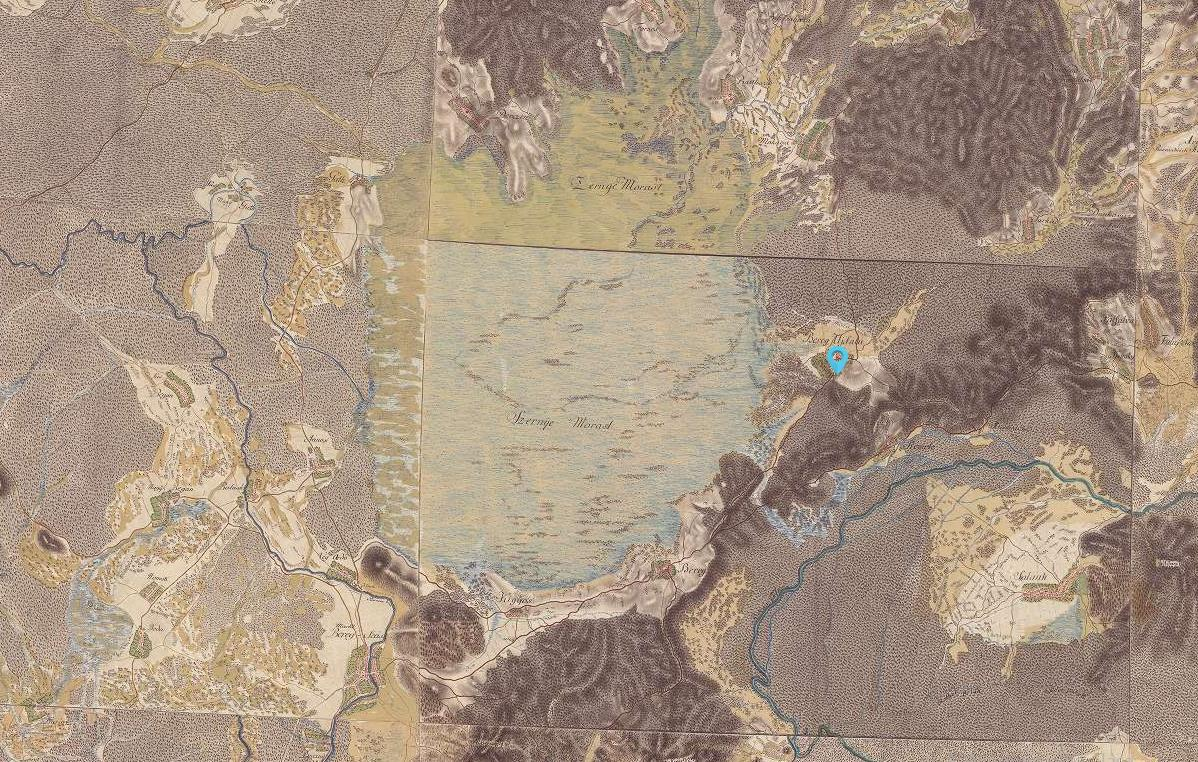
A Szernye-mocsár Magyarország első katonai felmérésekor készült térképén (1763)

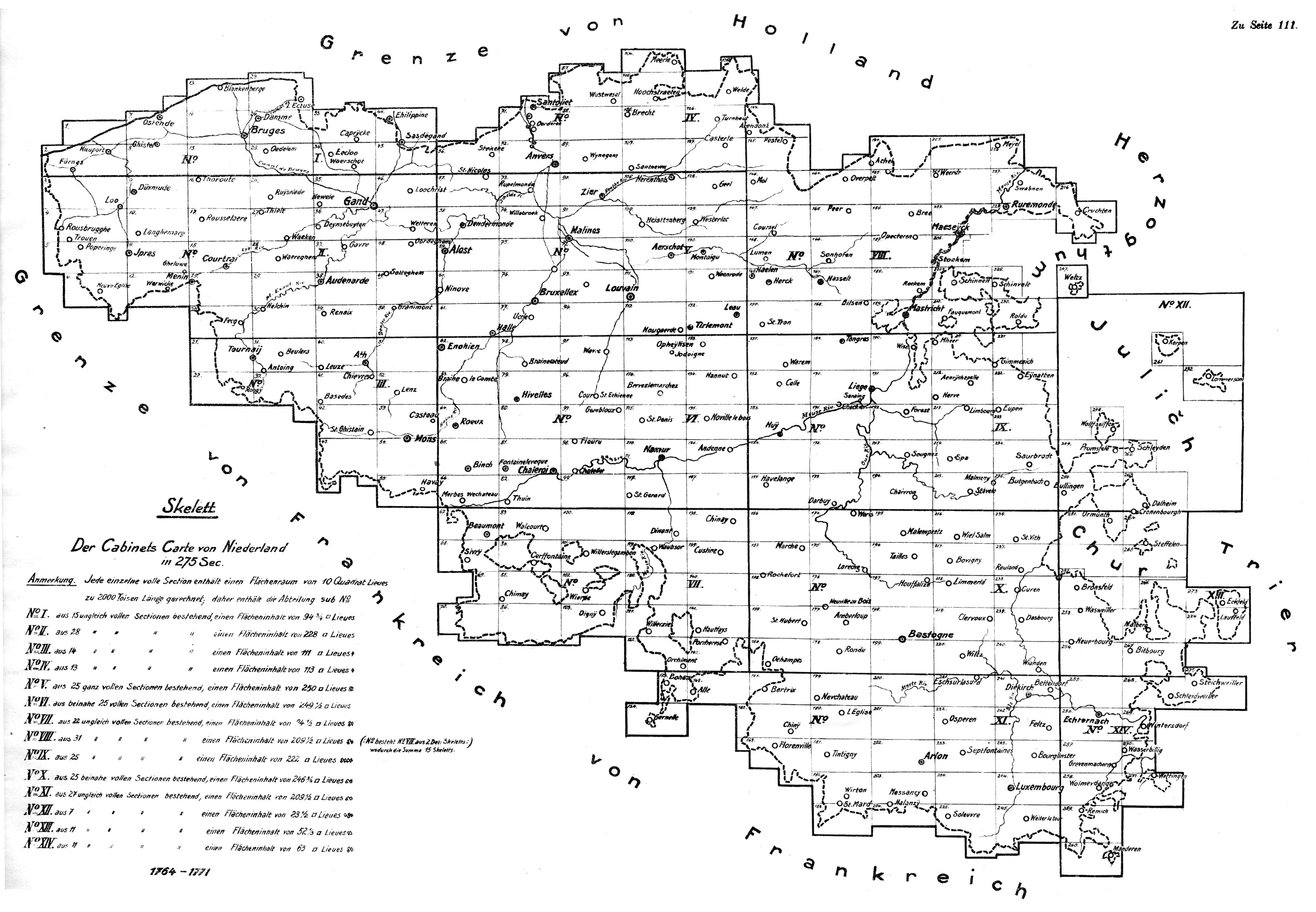
Habsburg Németalföld (Österreichische Niederlande)

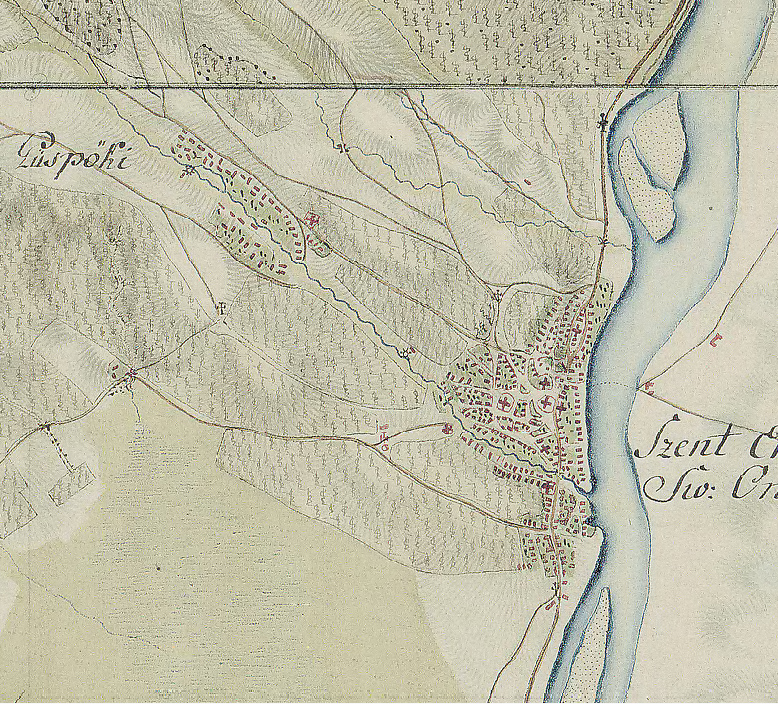
Részlet az első katonai felmérés egy szelvényéről (Szentendre)

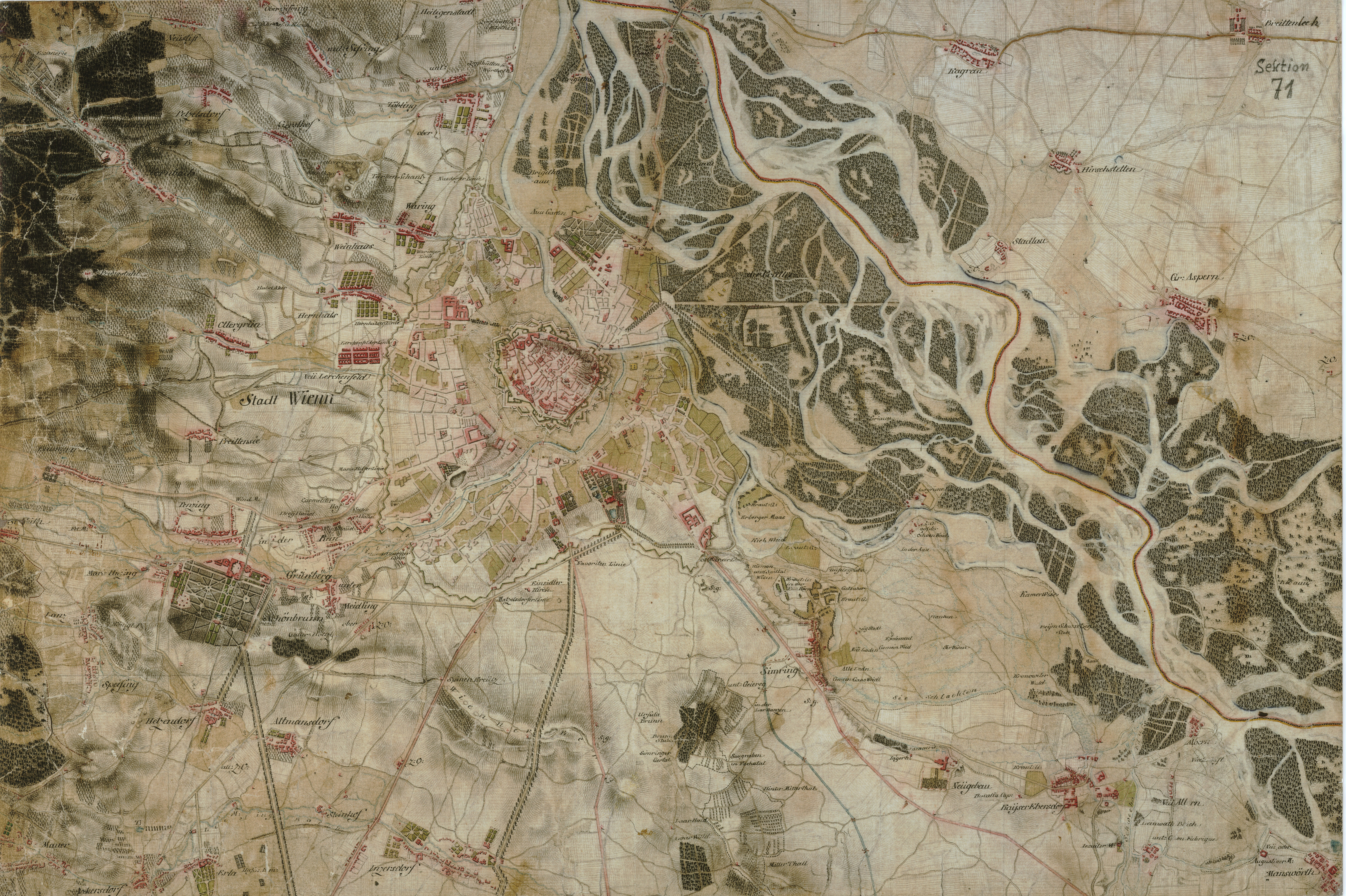
A Bécset ábrázoló térképszelvény: szembetűnő a minőségi különbség a magyar kisváros és Bécs között, ez a másolatokra jellemző aprólékosságot mutatja

Magyarország első katonai felmérése (jozefiniánus térkép) egy 1780–84 között lezajló katonai topográfiai felmérés eredménye, és az első olyan térképmű, amelyik településszint alatt (utcák, házak, dűlők stb.) ábrázolja a teljes országot, leszámítva ebből a Bánát és Erdély területét, ahol az 1760-as években végeztek térképezési munkákat. Tartalma szerint 1:28 800 méretarányú topográfiai térkép, ábrázolja a domborzatot, utakat, építményeket, vízhálózatot, települések és földrajzi alakulatok nevét, és tájékoztató jelleggel a mezőgazdasági területek művelési ágát.

## Története
Magyarország a török kor végén, a Habsburg kor elején térképekben szegény területnek számított. Lázár deák térképe valamikor a mohácsi csata előtt készült.
A 18. században a hadseregek igénye megnőtt a topográfiai térképek iránt, mivel a zárt csatarendű csaták kora lejárt. A terepviszonyokhoz alkalmazkodó, tagolt hadtestek alakultak ki, amelyek harcvezetésében kihasználták a csatamezők terepadottságait. A térkép ezért nemcsak hadmozdulatok, a hadsereg szállítása és vonulása vagy a hadtáp mozgatása céljából készült, hanem a harcrend kialakításának is fontos eszközévé vált. A hétéves háborút (1756–63) követően a birodalmi hadvezetés is rádöbbent a részletes, az egész országot felölelő katonai térképek fontosságára.
Az első katonai (jozefiniánus) felmérés 1763–87 között készült el a teljes birodalomban, nagyrészt Mária Terézia uralkodása idején, befejezésekor már II. József volt az uralkodó. Ennek egyik szakasza volt az 1780–84 közötti magyarországi felmérés. Az első katonai felvétel nem volt összefüggő, egységes eljárás, hanem az országok, országrészek és tartományok önálló részletfelvételeinek a sorozata, ezért minőségükben és kivitelezésükben, sőt tartalmukban is különbözőek. Az önálló szakaszoknak nincs geodéziai előkészítése, a kicsiből a nagy felé haladva apránként készültek el. A felvétel módja nem volt egyöntetű, országonként változott aszerint, hogy az adott körülmények között mi volt a legmegfelelőbb.
A felmérés során magassági mérés vagy szintezés nem volt, így a térképek nem tartalmazhatnak magassági adatot. A munka menetét a várható háborús veszély irányai határozták meg. Elsőnek a porosz hadszínteret mérték fel (1763), illetve ezzel párhuzamosan elkezdődött Cseh- és Morvaország, majd Magyarország keleti határának felmérése Máramaros határvidékén a krími tatárok várható betörése miatt. Az utóbbi két felmérést 1768-ra fejezték be. Ezt követte 1766–73 között Erdély és a Bánát, avagy Temesi Bánság. A végére maradt Magyarország és a Partium. Összesen 60 katonatiszt végezte a térképezési munkákat, évi átlagban három felvételi szelvényt (kb. 10 négyzetmérföld) kellett elkészíteni.
A munkálatokat Andreas von Neu vezette, aki már a sziléziai próbafelvételben is részt vett, akkor még századosként mint a főszállásmestertörzs térképezési ellátó tisztje. Ő vezette a felvételt Felső-Ausztriában (1769–72), Alsó-Ausztriában (1773–81) és Magyarországon is (1782–84), itt már ezredesként. Később ő irányította a történelmi Magyarország területén a II. József-féle telekfelmérési munkálatokat (1786–88), majd katonai pályafutását altábornagyként fejezte be.
A térkép vetületi rendszer nélküli, a háromszögelésből és a belső részletmérésből származó, közvetlenül mért adatokból nyert távolságokat redukció nélkül szerkesztették fel a térképre. Ez a módszer az egyes szelvényeken belül viszonylagos pontosságot eredményez, de a szelvénycsatlakozásoknál akár 200 méteres hiba is előfordulhat.
A topográfiai térkép alapméretaránya 1:28 800. Ennek praktikus okai vannak, mivel így a térképi 1 bécsi hüvelyk a valóságban kereken 400 öl. 5400 ilyen szelvény készült el, ebből 963 darab az Erdély és Temesköz nélküli Magyarország. Egy ilyen szelvény mérete 2×1⅓ láb, 24×16 hüvelyk, azaz 63×42 cm, az ábrázolt terület a terepen 18 480 m × 12 148 m, vagyis körülbelül 216 km².
Az 1:28 800-as méretarányú szelvények önálló szelvényezési rendszert alkottak a korabeli Magyarország területén. A szelvényeket két római szám határozta meg, a függőleges Coll. (Colonne, oszlop) száma mellett a szelvény oszlopban elfoglalt helyét adták meg fentről lefelé számolva (Sectio). Ez a szelvényszámozási rendszer nem alkalmas arra, hogy pusztán a szelvény számából az országban elfoglalt helyzetre vonatkozó következtetést lehessen levonni, mint azt a későbbi szelvényszámozások lehetővé teszik. A szelvény számából csak a kelet-nyugati irányú helyzet következik. Így például a Coll.I. Sectio V. számú szelvény az ország legnyugatibb 20 km-es sávja, de észak–déli elhelyezkedését pusztán ebből nem lehet megállapítani. Emellett hátránya az is, hogy a jobbról-balról (keletről-nyugatról) szomszédos szelvények számát sem lehet kiszámítani, ezért minden szelvénycsatlakozásnál feltüntették a csatlakozó szelvény számát. A fenti példaként említett szelvény szomszédja például a Coll.II. Sectio IX. számú szelvény. A csatlakozó szelvények feltüntetése ma is szokásban van, holott a mai szelvényszámozások olyanok, hogy az adott szelvény száma alapján számítással meghatározható a szomszédos szelvény száma.
A felmérés 3071 négyzetmérföldre, azaz 178 180 km²-re terjedt ki, 9 egységnyi térképművet alkotva. Az eredeti szelvényeket a térképező tiszt egyetlen példányban készítette el (Original Aufnahme) és erről csak egy további másolat (Reinzeichnung, Kopie) készült. A két példány közül az eredeti lapok a pontosabbak, hiszen még a háromszögelési hálózat vonalait is tartalmazzák. A másolatok mutatósabbak, de kevésbé pontosak. Ezek az 1:28 800-as méretarányú szelvények csak háborús helyzetben kerültek volna sokszorosításra.

## A többi Habsburg tartomány
A jozefiniánus térkép 1763–87 között készült, a tartományokban különböző időpontokban, több önálló szelvényezési rendszerben, alapfelület és vetületi rendszer nélkül.
- 1763 – Szilézia (Schlesien)
- 1764–1767 – Csehország (Böhmen)
- 1764–1768 – Morvaország (Mähren)

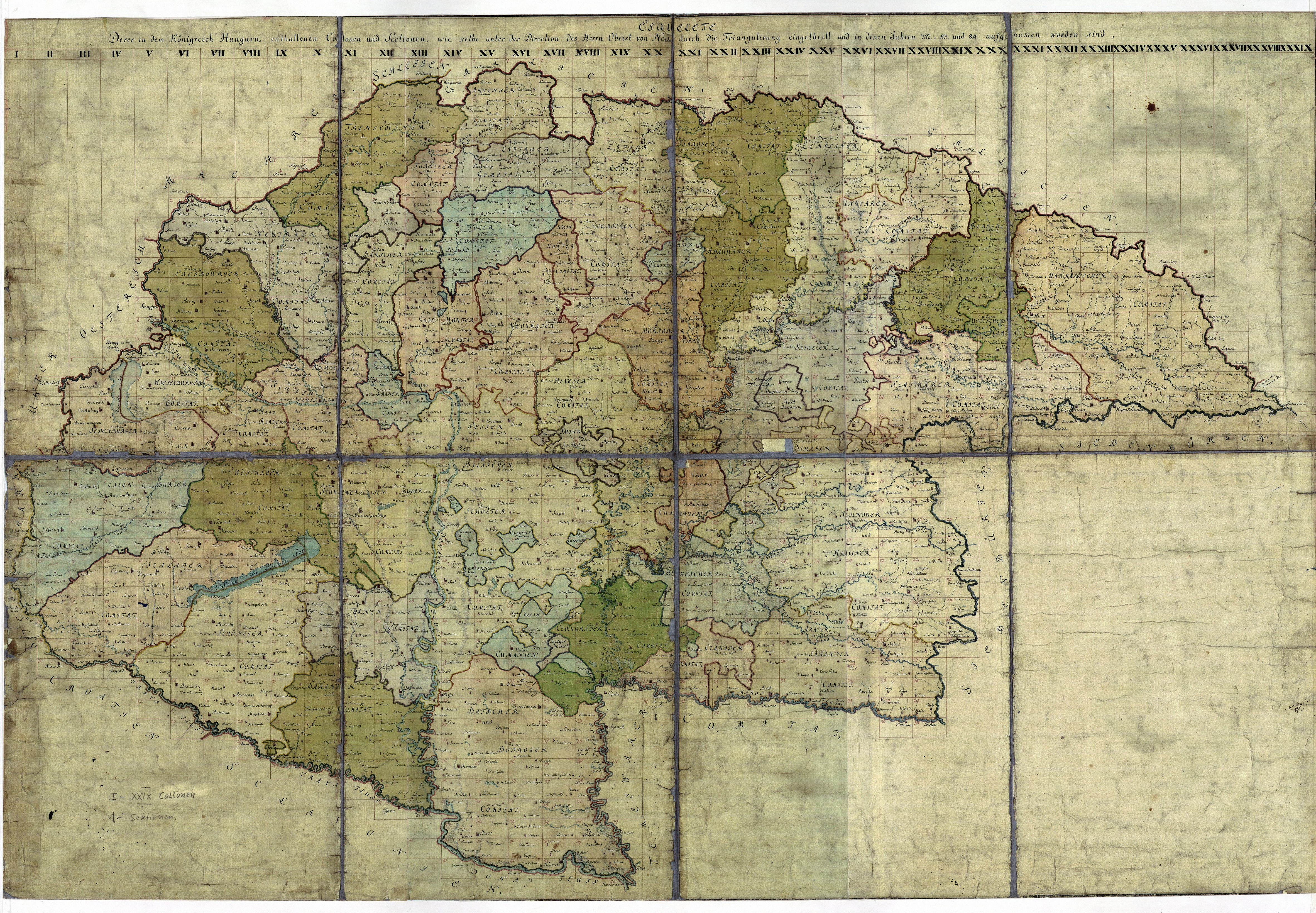
A Magyar Királyság 1782–1785

- 1764–1771 – Habsburg Németalföld (Österreichische Niederlande)
- 1769–1772 – Temesi bánság (Temeswarer Bannath)
- 1769–1773 – Erdély (Siebenbürgen)
- 1769–1772 – Felső-Ausztria (Ober Österreich)
- 1773–1776 – Bukovina (Bukowina)
- 1773–1781 – Alsó-Ausztria (Nieder Österreich)
- 1774–1775 – Első- és második báni ezred körzete (Banal Gr)
- 1775–1777 – Többi katonai határőrvidék (Karlstadter Gr)
- 1779–1783 – Galícia (Galizien)
- 1780 – Varasdi határőrvidék (Warasd Gr)
- 1780–1784 – Magyar Királyság (Königreich Ungarn) a Temesköz (Temeswarer Bannath) és Erdély (Siebenbürgen) kivételével
- 1781–1782 – Horvátország (Kroatien)
- 1781–1783 – Szlavónia (Slawonien)
- 1784–1784 – Belső-Ausztria (Inner Österreich)

Tirolt és Ausztria nyugati részét nem mérték fel.
1787-ig az utómunkálatok, úgymint pótmérések, a térképlapok illesztése, áttekintő rajzok készítése, szelvényvázlatok összeállítása folyt. Az elkészült térképmű minden munkarésze és végeredménye titkos minősítést kapott.